# Cyrus K. Holliday
El coronel Cyrus Kurtz Holliday (n. 3 de abril de 1826 - m. 29 de marzo de 1900) fue uno de los fundadores del pueblo de Topeka, Kansas a mediados del siglo XIX;  y el General Adjunto de Kansas durante la Guerra Civil de Estados Unidos. El título de Coronel, no obstante, fue honorario. Fue el primer presidente de la Ferrovía Atchison, Topeka y Santa Fe, al igual que uno de los directores del ferrocarril por casi 40 años, hasta el año 1900. Varias locomotoras han sido nombradas en su honor.

## Biografía

### Educación y primeros pasos profesionales
Nació el 3 de abril de 1826, hijo de David y Mary (Kennedy) Holliday, en Kidderminster, Pensilvania (cerca de Carlisle). Holliday fue educado en escuelas públicas, y se graduó de Allegheny College en Meadville, Pensilvania, en donde estudió derecho en 1852. Aunque se mudó a Kansas en 1854, los registros del Allegheny College muestran que Holliday recibió un título de Maestría en 1855.
Mientras aún se encontraba en Meadville, se le pidió que prepare la documentación legal para un nuevo ferrocarril que conectaría a la ciudad. El ferrocarril propuesto (probablemente el Ferrocarril Pittsburgh y Erie que en algunas ocasiones era conocido como "La Línea de Meadville") casi conectaría con un sistema cercano más grande (el Ferrocarril Atlántico y Medio Oeste), lo que significacría que se podía convertir en una ruta que alimentaría a un ferrocarril más grande. Holliday vio el potencial de la línea y en lugar de pedir sus usuales honorarios, solicitó que se le convierta en socio en el nuevo ferrocarril. Cuando este ferrocarril fue comprado por un sistema más grande, Holliday ganó $20.000 dólares por la venta.
Una vez fue completada la venta, se casó con Mary Dillon Jones. Poco después siguió los pasos de muchos otros migrando para colonizar las tierras al oeste del Río Misisipi, pero Mary se quedó en Pensilvania. Los dos se volvieron a juntar una vez nacidos sus hijos, Lillie y Charles King.

## Fundación de Topeka y servicio militar
En 1854 se mudó a Kansas, dejando a su esposa en Pensilvania para que lo siga después. En un principio se asentó en Lawrence en octubre de 1854. El 10 de diciembre de 1854, luego de ayudar a encontrar una ubicación para el nuevo pueblo de Topeka, escribió una carta a su esposa diciendo:
"Ahora estoy a treinta millas de Lawrence en el río Kansas ayudando a el establecimiento de un nuevo pueblo. Estamos aproximadamente en la sección central del Territorio "colonizado" y tal vez en la mejor tierra y en la mejor ubicación para una ciudad en todo el país... Así que creo que lo es, y en unos cuantos años cuando la civilización con a través de su mágica influencia haya transformado este glorioso campo de lo que es hoy en día al brillante destino que le espera, el sol en todos sus viajes jamás habrá visiatdo un lugar más agradable y apropiado que este. Aquí, Mary, con el bondadoso permiso de Dios, haremos nuestro hogar; y todo me hace creer que realmente un hogar será".
En 1855 Holliday recibió el título honorario de Coronel por supervisar un regimiento durante la Guerra Wakarusa. También sirvió como el General Adjunto de Kansas durante la Guerra Civil entre el 2 de mayo de 1864 y el 31 de marzo de 1865. Aunque su título de coronel era solo honorario, continuó utilizándolo tiempo después de su servicio militar.
En 1861, Holliday fue miembro del Senado de Kansas, y aunque luego se postularía al congreso en 1974, fue derrotado en esa elección. Postuló como republicano.
Holliday tenía un gran interés en desarrollar los recursos naturales de Kansas. En los años 1890 estaba convencido, aunque erróneamente de que los condados de Irego y Ellis en Kansas central tenían depósitos de estaño, zinc, y oro. En 1899 su hijo,, Charles K. Holliday fundó Smoky Hill City, Kansas cerca de los supuestos depósitos de minerales.

## La ferrovía de Santa Fe
Una vez fue Topeka fue fundada, necesitaba un medio de transporte que la conecte con el resto del país. Las habilidades legales de Holliday fueron una vez más convocadas para la creación del papeleo necesario para la construcción de un nuevo ferrocarril. En 1859 escribió prácticamente por su cuenta el acta constitutiva para Compañía de Ferrocarriles Atchinson y Topeka, la cual conectaría a las dos ciudades por tren siguiendo la ruta del Sendero de Santa Fe.  El gobernador del Territorio de Kansas, Samuel Medary aprobó la carta el 11 de febrero de 1859.  Holliday fue nombrado director y presidente del nuevo ferrocarril el 17 de septiembre de 1860, el cual fue renombrado en 1863 como la Ferrovía Atchison, Topeka y Santa Fe.  Durante su presidencia, Holliday obtuvo cesiones de tierras del gobierno federal que pronto sería utilizadas por el ferrocarril para poblar la sección occidental de Kansas para poder construir un mercado base para el ferrocarril. Dejó el puesto de presidente a finales de 1863, se mantuvo en la junta directiva hasta el 27 de julio de 1865. Volvió a unirse a la junta el 24 de septiembre de 1868, esta vez hasta su muerte el 29 de marzo de 1900.

## Legado
Holliday está enterrado en el cementerio de Topeka en Topeka, Kansas. Ha sido honrado por sus contribuciones a Kansas y Santa Fe:
- Fue representado en la película de 1940 "Santa Fe Trail" de Henry O'Neill como un promotor del comercio y el desarrollo del Oeste Estadounidense de su época
- En la Segunda Guerra Mundial, el buque Clase Liberty Cyrus K. Holliday fue nombrado en su honor.[14][15]
- La Locomotora #1 en la Ferrovía de Disneylandia llevó el nombre "C.K. Holliday" desde la apertura del parque en 1955.[16]
- La Locomotora #2 de la Ferrovía de Disneylandia París también fue nombrada C.K. Holliday en su honor.
- Cyrus K. Holliday ha sido incluido en la serie de videojuegos Railroad Tycoon como un personaje no jugable.